# Río Astoria

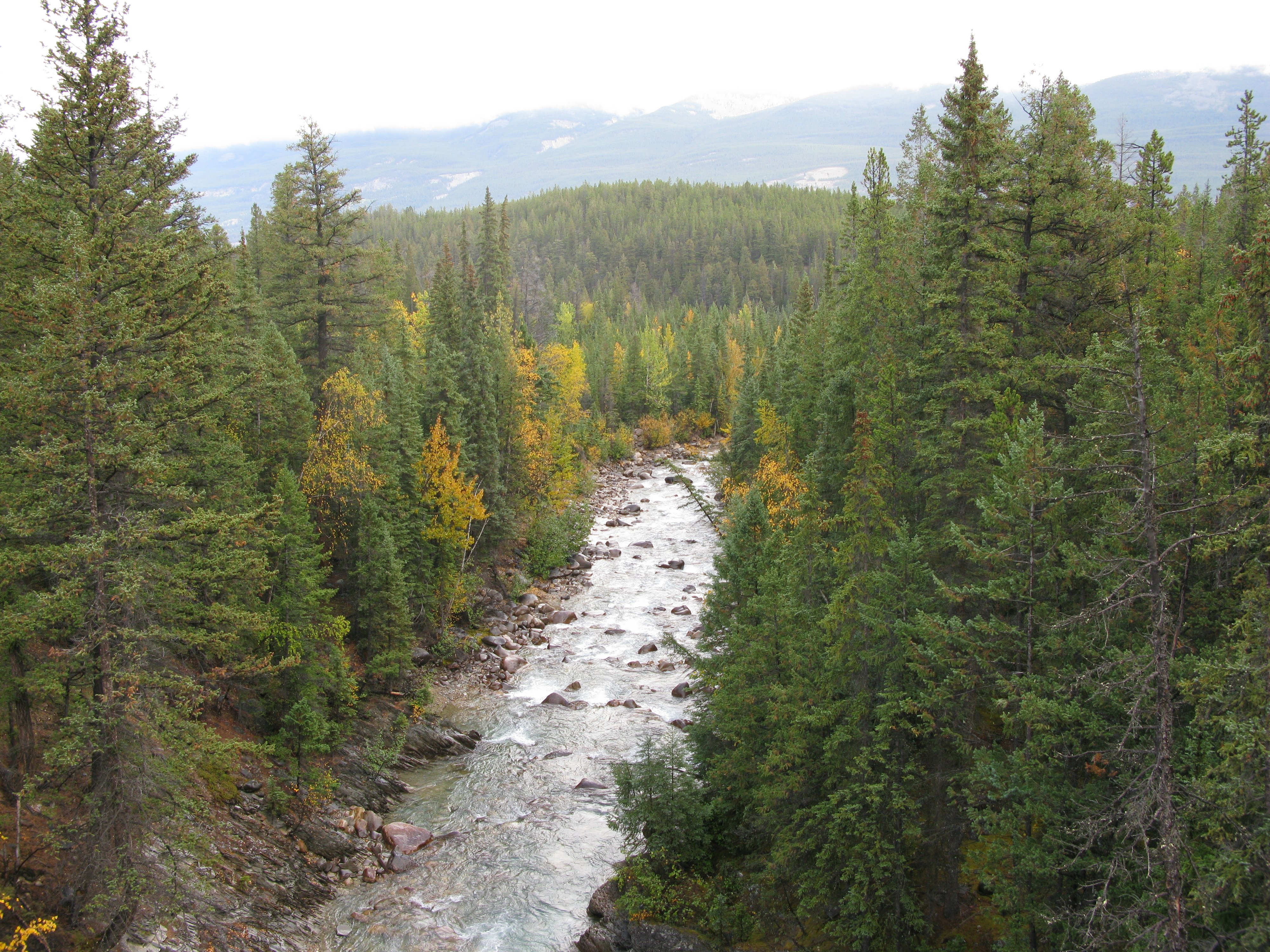
Río Astoria

El río Astoria es un curso de agua del parque nacional Jasper en Alberta, Canadá. El río se forma en el Valle de Tonquin, colectando agua del glaciar Fraser, Ramparts, monte Erebus, monte Clithero y las montañas Oldhorn. Lleva el nombre de John Jacob Astor.